# Ієронім (Блонський)
Блонський (чернече ім'я Ієронім ; *близько 1735, Львів — 1798, Київ) — архімандрит Київського Михайлівського Золотоверхого монастиря. Ректор Києво-Могилянської академії. Походив з родини священика.

## Біографія
Народився у родині священика.
По закінченні повного курсу Києво-Могилянської академії був домашнім учителем у поміщицькій сім'ї на Харківщині.
1765 прийняв чернечий постриг у Київському Братському монастирі, де був певний час намісником і економом.
З 1775 — кафедральний писар і намісник Київського Софійського монастиря, «присутствующий» Київської консисторії.
8 вересня 1779 Блонського призначено ігуменом Київського Петропавлівського монастиря, а 26 березня 1783 — ігуменом Київського Видубицького монастиря. «Проходив усі послухи, на нього покладені, з ревністю і старанністю».
10 серпня 1791 запрошений на ректорство до Києво-Могилянської академії. Був ректором до 1795.
Одночасно з 1794 став архімандритом Київського Михайлівського Золотоверхого монастиря.
Дбав про достаток Києво-Могилянській академії і про її студентів. Пожертвував 2 тисячі рублів, аби на відсотки з цієї суми платити стипендію здібним вихованцям.
Після звільнення з ректорської посади залишався у Михайлівському Золотоверхому монастирі, де помер і похований.